# Мольфино, Альберто
Альберто Мольфино (итал. Alberto Molfino; 11 июля 1906, Генуя — 18 июля 1977, Терни, Умбрия) — итальянский борец греко-римского стиля. Участник летних Олимпийских игр 1936 года.

## Биография
Альберто Мольфино родился 11 июля 1906 года в итальянском городе Генуя.
Выступал в соревнованиях по греко-римской борьбе за «Модену», генуэзский «Христофор Колумб», клубы металлургического комбината и Американской рабочей компании из Терни. Шесть раз становился чемпионом Италии в весовой категории до 66 кг (1930, 1933, 1935—1936, 1938, 1948).
В 1936 году вошёл в состав сборной Италии на летних Олимпийских играх в Берлине. В весовой категории до 66 кг в первом раунде на 10-й минуте победил Сотириоса Ватанидиса из Греции, во втором на 7-й минуте проиграл Херберту Улофссону из Швеции, в третьем на 16-й минуте победил Оскара Холингера из Швейцарии, в четвёртом на 14-й минуте уступил Йозефу Герде из Чехословакии и занял 5-е место.
По окончании выступлений работал тренером.
Умер 18 июля 1977 года в Терни.

## Семья
Сын Марио Мольфино и Джонатан Мольфино также были борцами.